# Bretzfeld
Bretzfeld ist eine Gemeinde im Hohenlohekreis im fränkisch geprägten Nordosten Baden-Württembergs. Sie gehört zur Region Heilbronn-Franken. Bretzfeld nennt sich „Das Tor zum Hohenloher Land“.

## Geographie

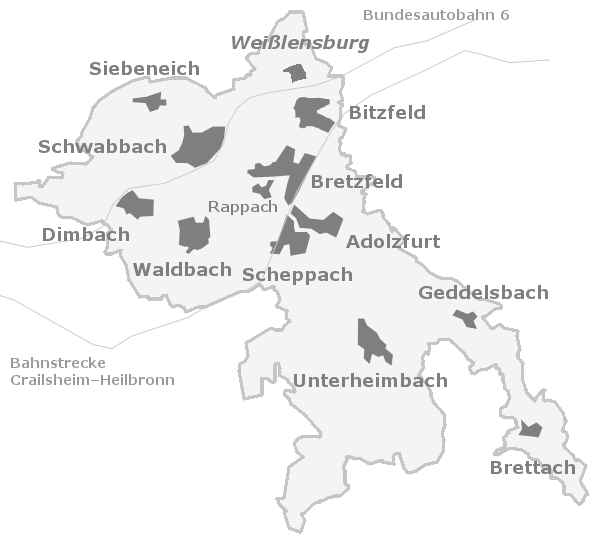
Die Bretzfelder Ortsteile

### Geographische Lage
Bretzfeld ist die westlichste Gemeinde des Hohenlohekreises und hat Anteil an den Naturräumen Schwäbisch-Fränkische Waldberge und Hohenloher-Haller Ebene. Der gleichnamige Kernort liegt an der Mündung des Schwabbachs von links und dann des kleineren Lindelbachs von rechts in die dem Kocher zufließende Brettach.

### Gemeindegliederung
Die Gemeinde Bretzfeld in ihrer heutigen Form wurde wesentlich durch die Gebietsreform in Baden-Württemberg bis 1975 geschaffen. Sie besteht heute aus den folgenden Ortsteilen:

#### Adolzfurt
Die ehemalige Gemeinde Adolzfurt umfasst das 1327 erstmals urkundlich erwähnte Dorf Adolzfurt, die Weiler Hälden (in Teilen auch zu Geddelsbach), Hahnenbusch und Hohenacker (auch zu Scheppach) und das Haus Wiesental sowie eine abgegangene Burg auf dem Schloßbuckel, die möglicherweise mit dem 1334 genannten Burgstall „Nuwen Heimeberc“ identisch ist. Adolzfurt gehört seit dem 1. Januar 1975 zur Gemeinde Bretzfeld und hat 1018 Einwohner (Stand: 31. Dezember 2019).

#### Bitzfeld
Zur ehemaligen Gemeinde Bitzfeld gehören das Dorf Bitzfeld und der Weiler Weißlensburg sowie die abgegangenen Ortschaften Laubach und Hapbach. Bitzfeld wurde erstmals 1255 urkundlich erwähnt und gehört seit dem 1. Januar 1975 zur Gemeinde Bretzfeld, dort leben 1834 Einwohner (Stand: 31. Dezember 2018). Seit 2011 ist Bitzfeld der zweitgrößte Teilort der Gemeinde, zuvor war dies Waldbach.

#### Brettach
Der Weiler Brettach gehörte ursprünglich zu Maienfels. Diese Gemeinde wurde am 1. Januar 1974 nach Wüstenrot im Landkreis Heilbronn eingemeindet. Am 1. Januar 1977 wurde Brettach nach Bretzfeld umgemeindet. Es zählt 165 Einwohner (Stand: 31. Dezember 2018).
Bretzfeld-Brettach sollte nicht verwechselt werden mit dem fast 20 km flussabwärts ebenfalls am Fluss Brettach gelegenen und größeren Teilort Brettach der Gemeinde Langenbrettach im Nachbarlandkreis Heilbronn.

#### Bretzfeld
Die Gemeinde Bretzfeld bestand bis zum 31. Januar 1972 nur aus dem gleichnamigen Dorf. Innerhalb der damaligen Grenzen leben 2043 Einwohner (Stand: 31. Dezember 2018).

#### Dimbach
Zur ehemaligen Gemeinde Dimbach gehören das im Jahr 1289 erstmals urkundlich erwähnte Dorf Dimbach sowie die abgegangene Ortschaft Bayershof. Dimbach gehört seit dem 1. Januar 1975 zur Gemeinde Bretzfeld und zählt 878 Einwohner (Stand: 31. Dezember 2018).

#### Geddelsbach
Zur ehemaligen Gemeinde Geddelsbach gehören das Dorf Geddelsbach, das erstmals im Jahr 1337 urkundlich erwähnt wurde, und der Weiler Hälden (in Teilen auch zu Adolzfurt) sowie die abgegangenen Ortschaften Kropfstatt und Himmelsweiler. Seit dem 1. Januar 1975 gehört Geddelsbach zur Gemeinde Bretzfeld und hat 265 Einwohner (Stand: 31. Dezember 2018).

#### Rappach
Zur ehemaligen Gemeinde Rappach gehören das erstmals 1215 urkundlich erwähnte Dorf Rappach sowie die abgegangene Ortschaft Steinfurt. Das Markungsgebiet Rappach reicht bis Einsteinstraße. Somit befinden sich auch das Bildungszentrum und das in den letzten Jahrzehnten daneben entstandene große Neubaugebiet Steinsfeld, oft genannt „Bretzfeld beim Bildungszentrum“, auf Rappacher Markung. Rappach wurde zum 1. Februar 1972 nach Bretzfeld eingemeindet; 1326 Einwohner leben im Gemeindeteil (Stand: 31. Dezember 2018).

#### Scheppach
Zur ehemaligen Gemeinde Scheppach gehören das Dorf Scheppach, das erstmals 1257 erwähnt wurde, und der Weiler Hohenacker (auch zu Adolzfurt). Seit dem 1. Januar 1975 gehört Scheppach zur Gemeinde Bretzfeld, im Gemeindeteil leben 982 Einwohner (Stand: 31. Dezember 2018).

#### Schwabbach
Die ehemalige Gemeinde Schwabbach besteht aus dem gleichnamigen, erstmals 1037 urkundlich erwähnten Dorf und gehört seit dem 1. Januar 1975 zur Gemeinde Bretzfeld. In dem Ort leben 1360 Einwohner (Stand: 31. Dezember 2018).

#### Siebeneich
Die ehemalige Gemeinde Siebeneich besteht aus dem gleichnamigen Dorf und wurde erstmals 1335 urkundlich erwähnt. Siebeneich gehörte ursprünglich zu Schwabbach und war von 1836 bis zur Eingemeindung nach Bretzfeld am 1. Januar 1975 selbstständig. In Siebeneich leben 253 Einwohner (Stand: 31. Dezember 2018).

#### Unterheimbach
Zur ehemaligen Gemeinde Unterheimbach gehören das 1300 erstmals urkundlich erwähnte Dorf Unterheimbach und der Weiler Herrenhölzle, der Burgweiler der als Ruine erhaltenen Burg Heimberg, sowie die abgegangene Ortschaft Hagenawe. Unterheimbach gehört seit dem 1. Januar 1975 zur Gemeinde Bretzfeld und hat 1062 Einwohner (Stand: 31. Dezember 2018).

#### Waldbach
Die ehemalige Gemeinde Waldbach besteht aus dem gleichnamigen, erstmals 1264 urkundlich erwähnten Dorf und gehört seit dem 1. Januar 1975 zur Gemeinde Bretzfeld. Es beherbergt 1634 Einwohner (Stand: 31. Dezember 2018).

### Impressionen aus den Gemeindeteilen

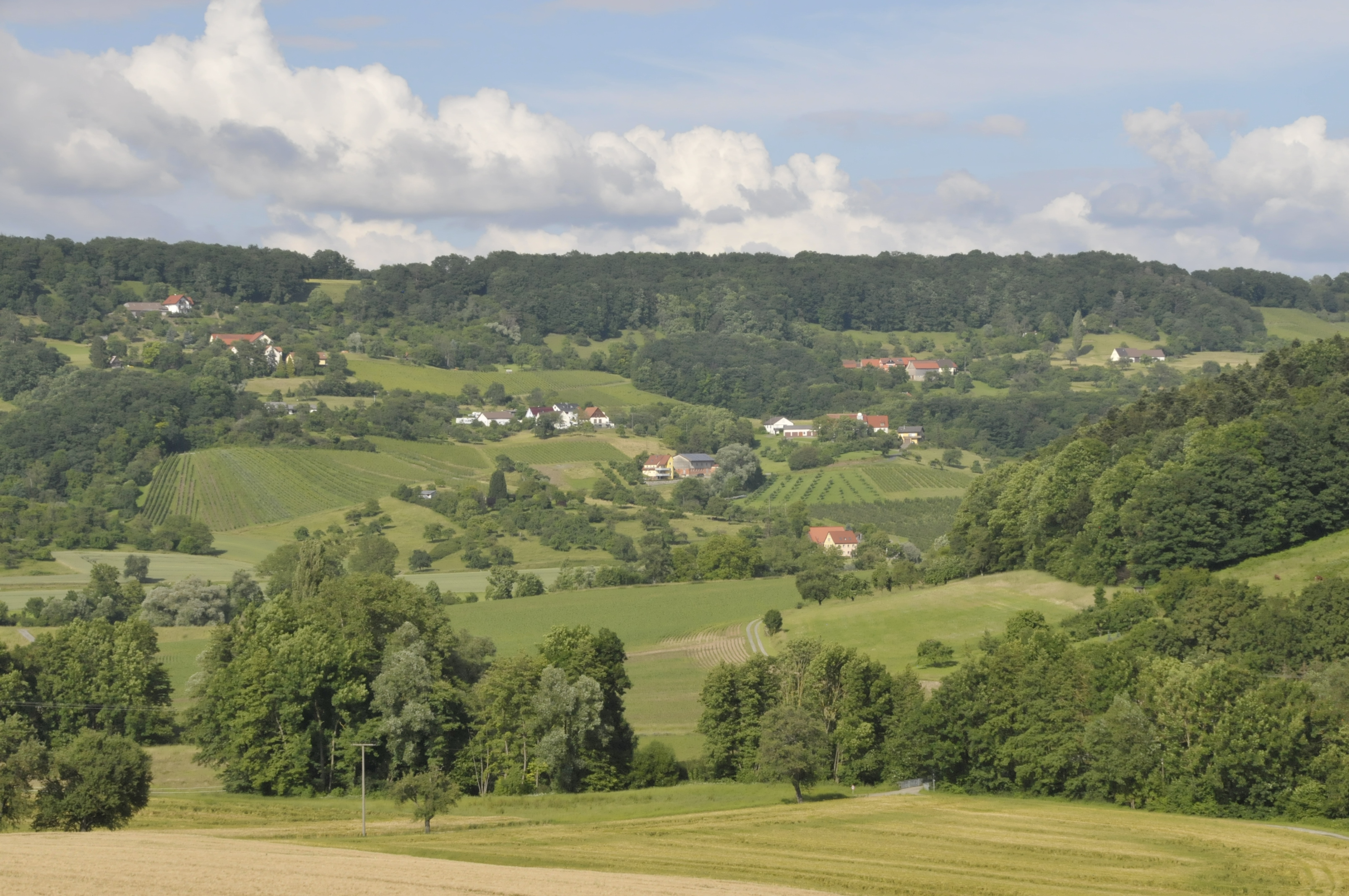
Hälden, östlicher Teil
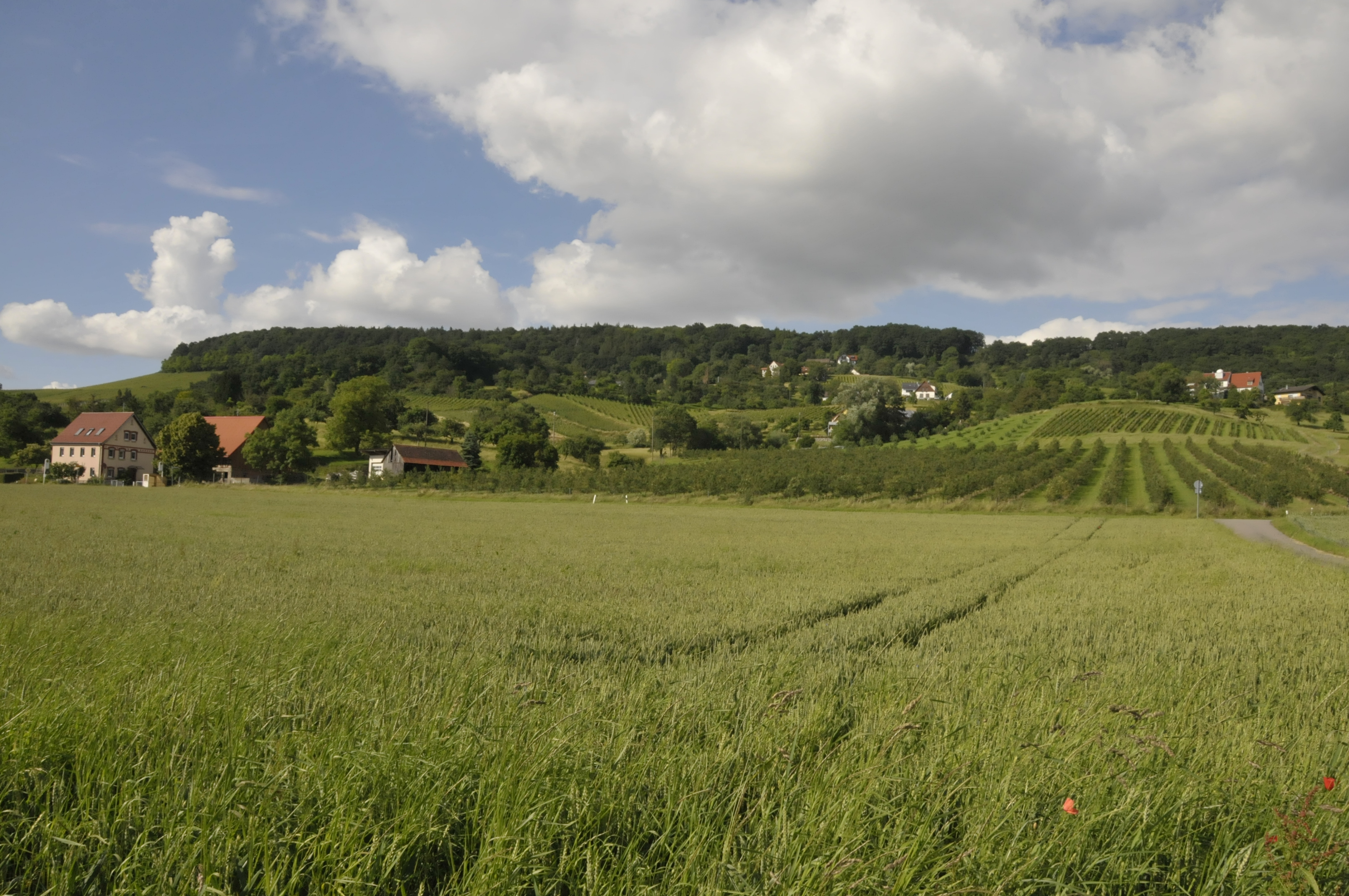
Hälden, westlicher Teil
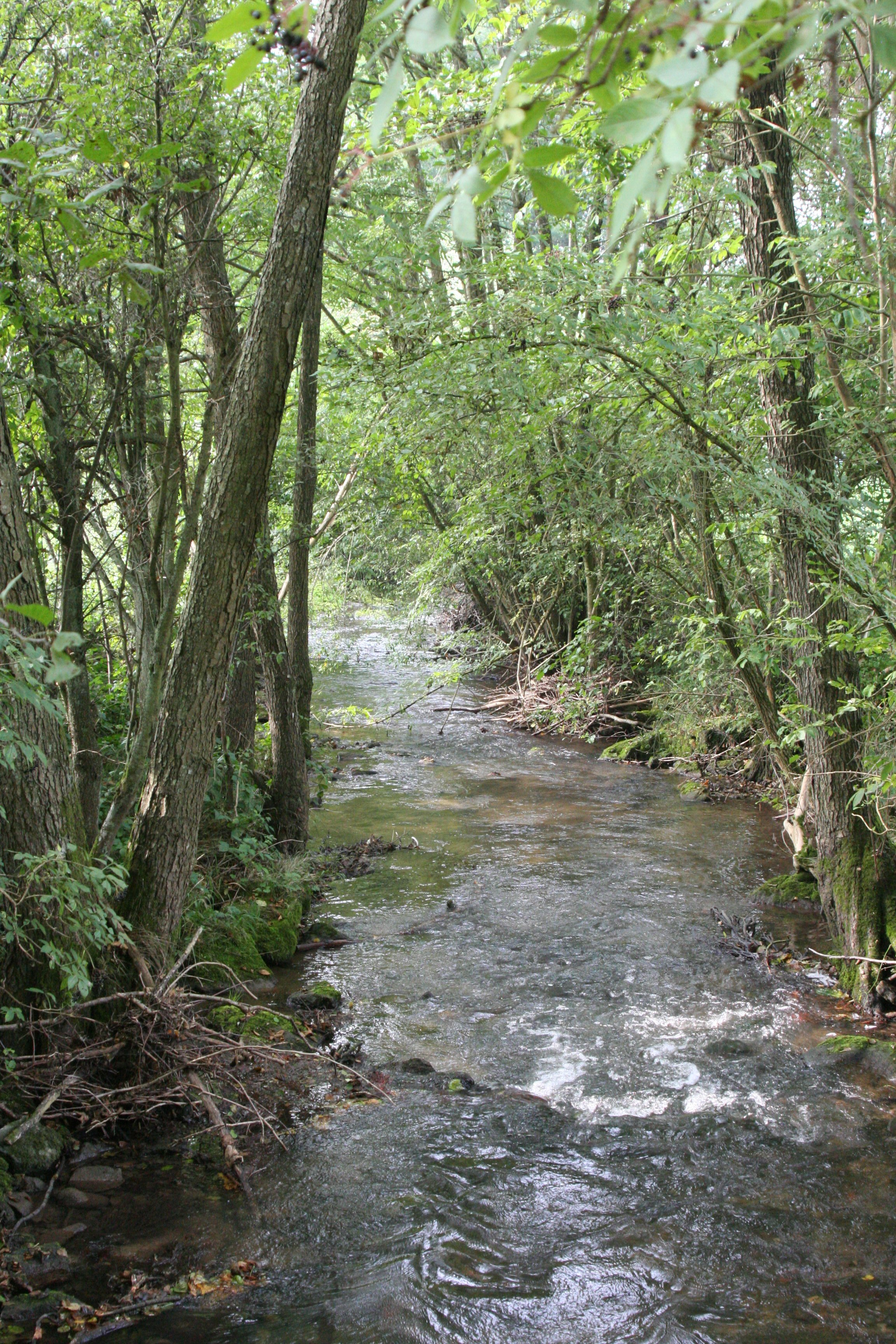
Die Brettach in Brettach
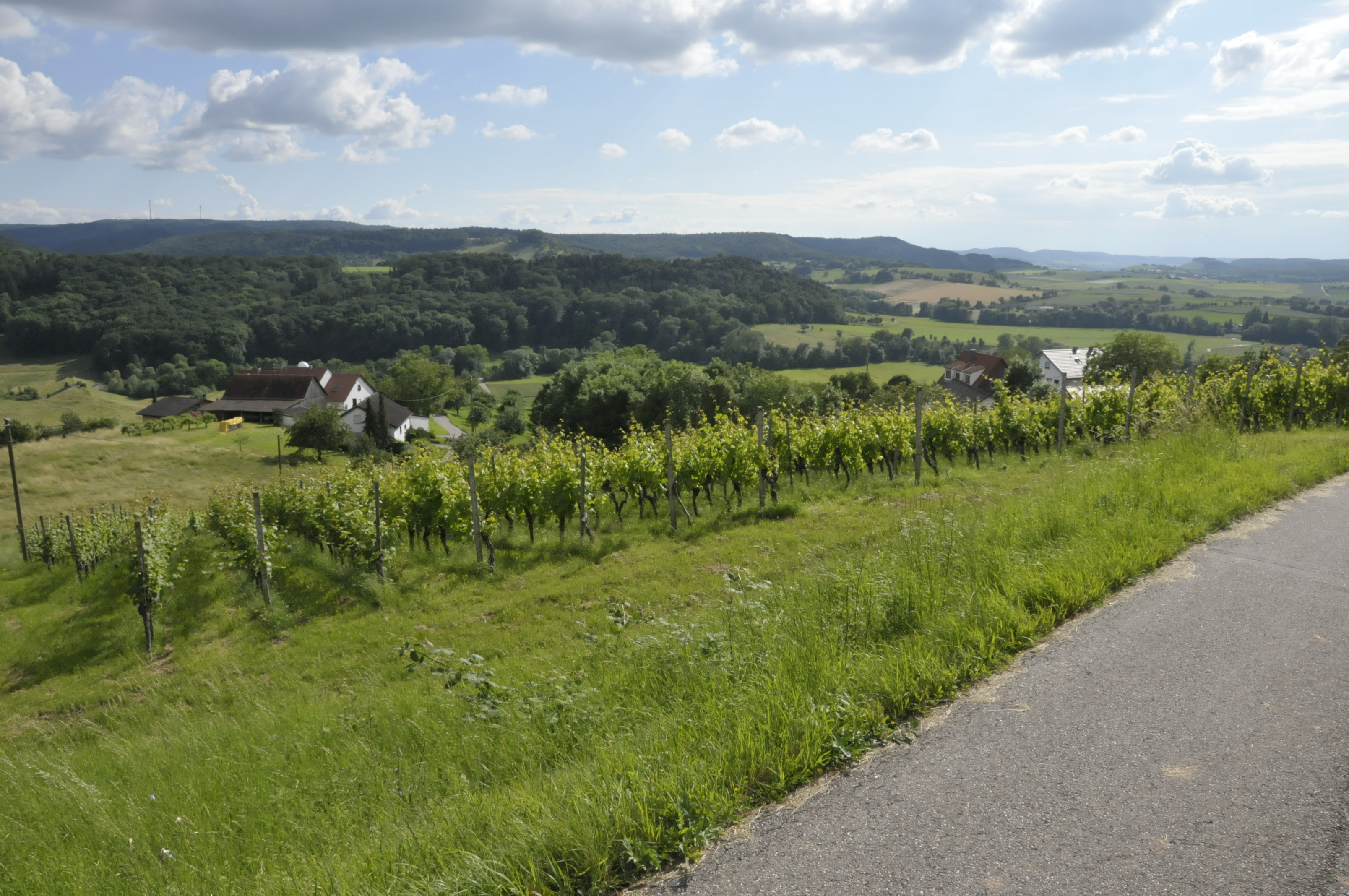
Aussicht von der Adolzfurter Hälden
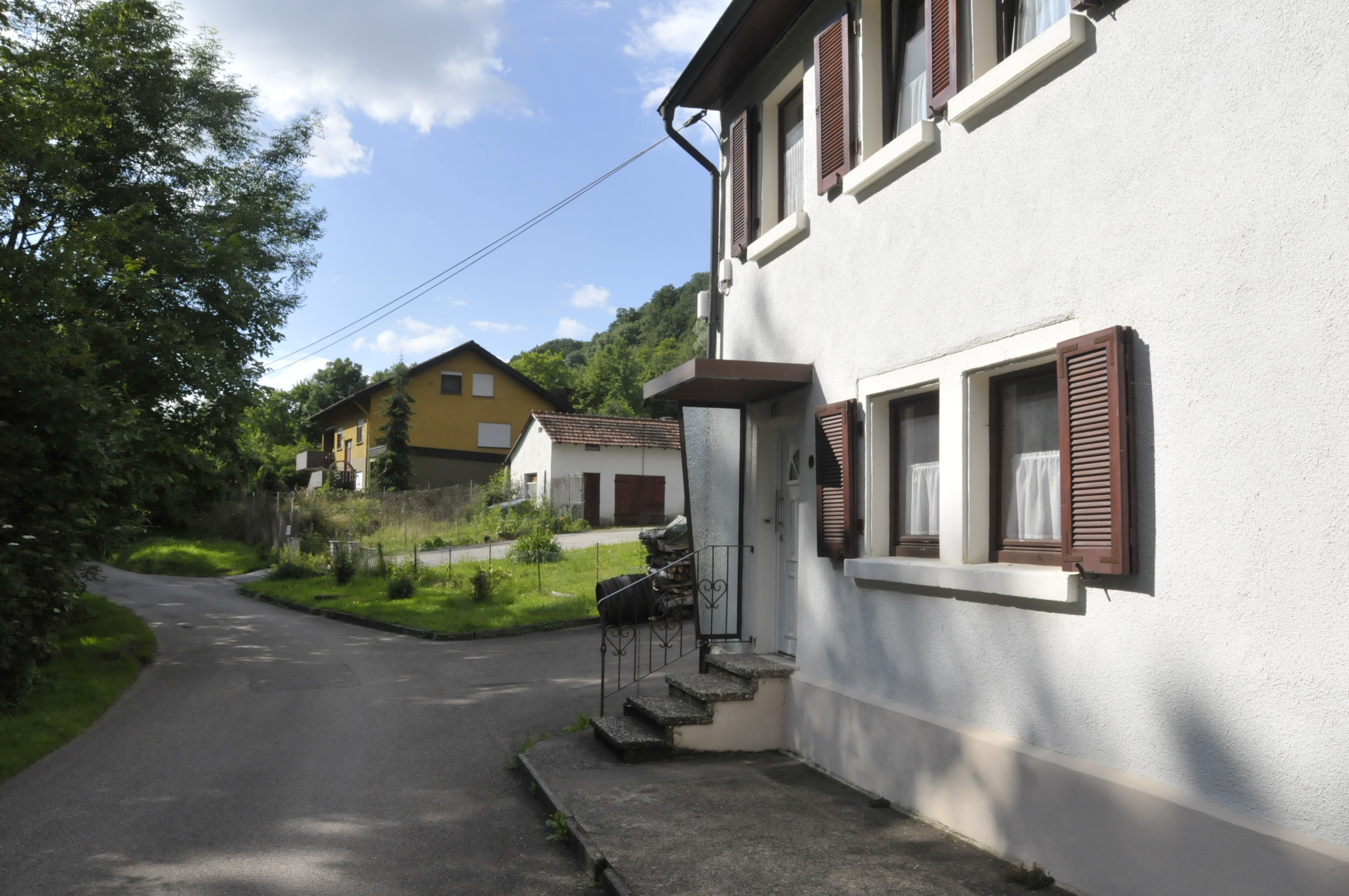
In der Adolzfurter Hälden

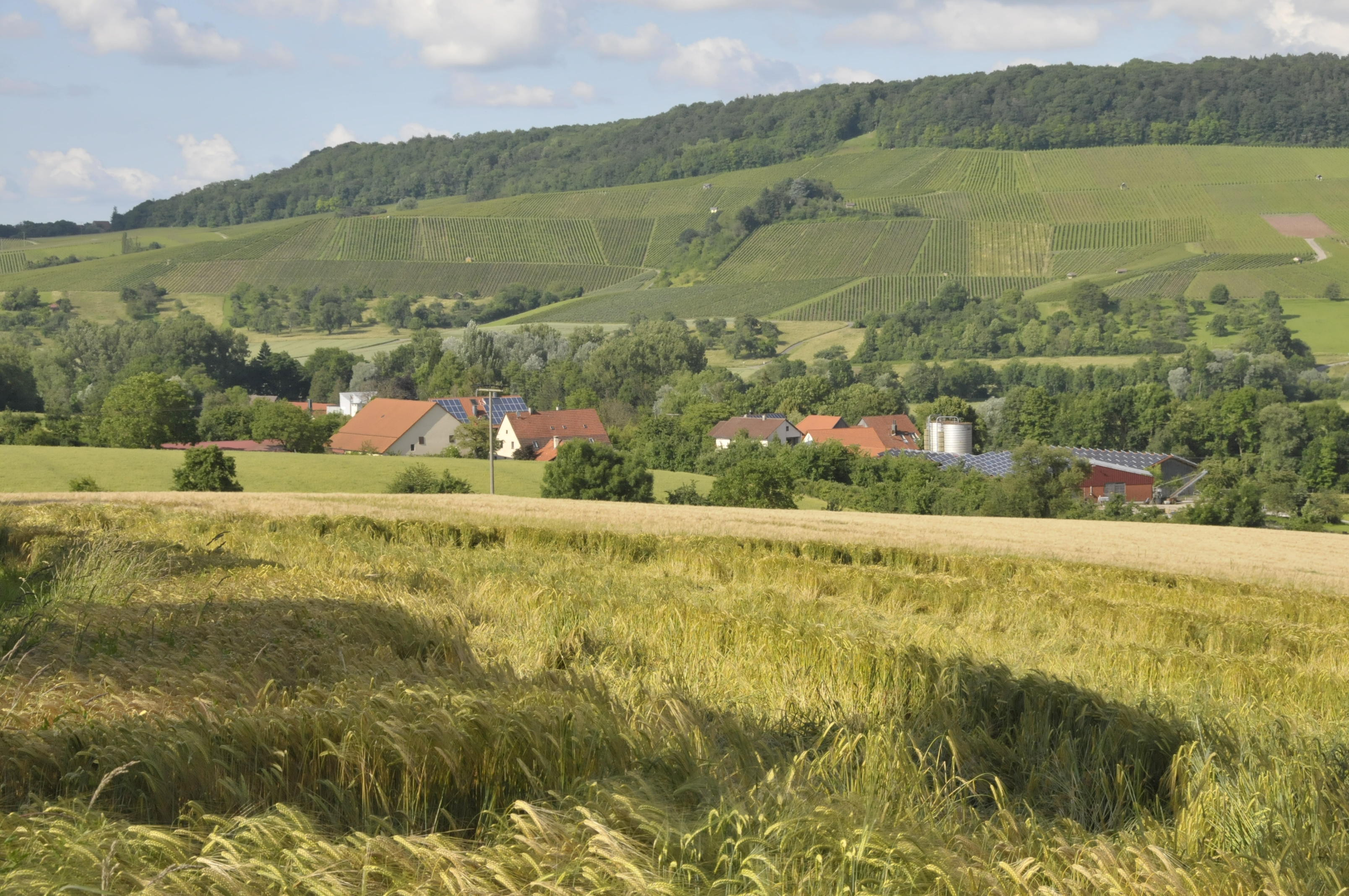
Sicht auf Hahnenbusch
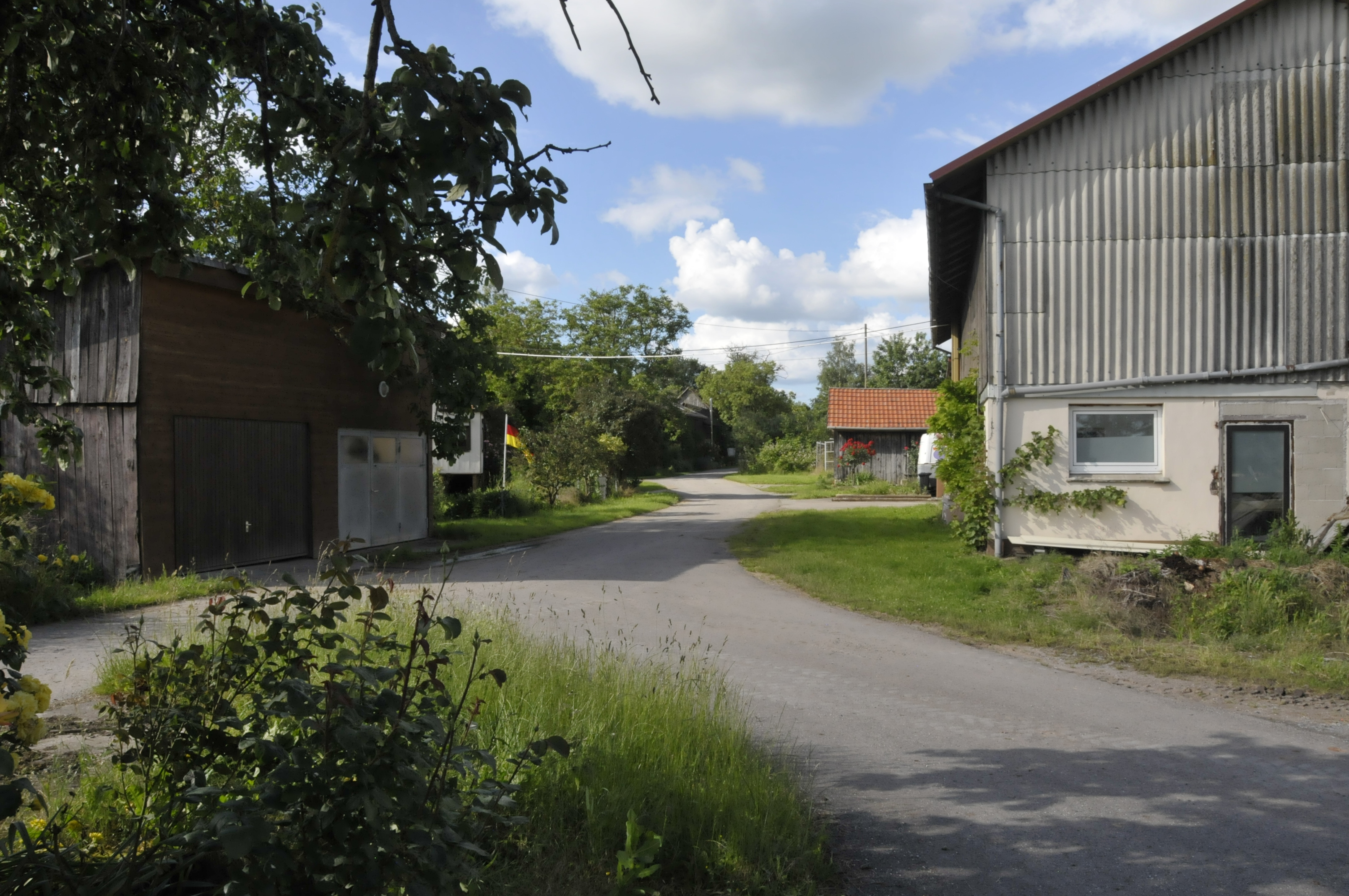
In Hohenacker
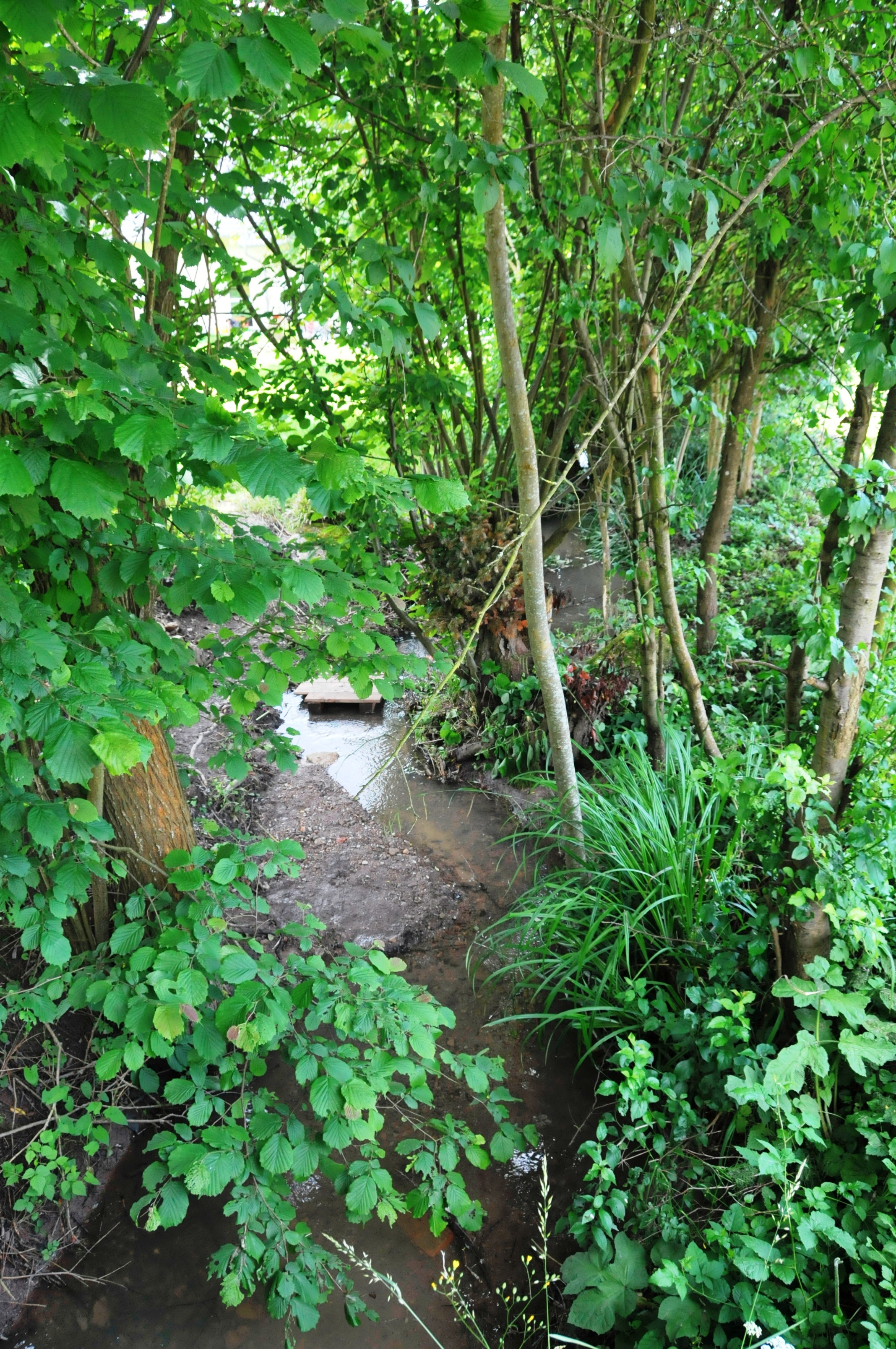
Der Geddelsbach in Geddelsbach
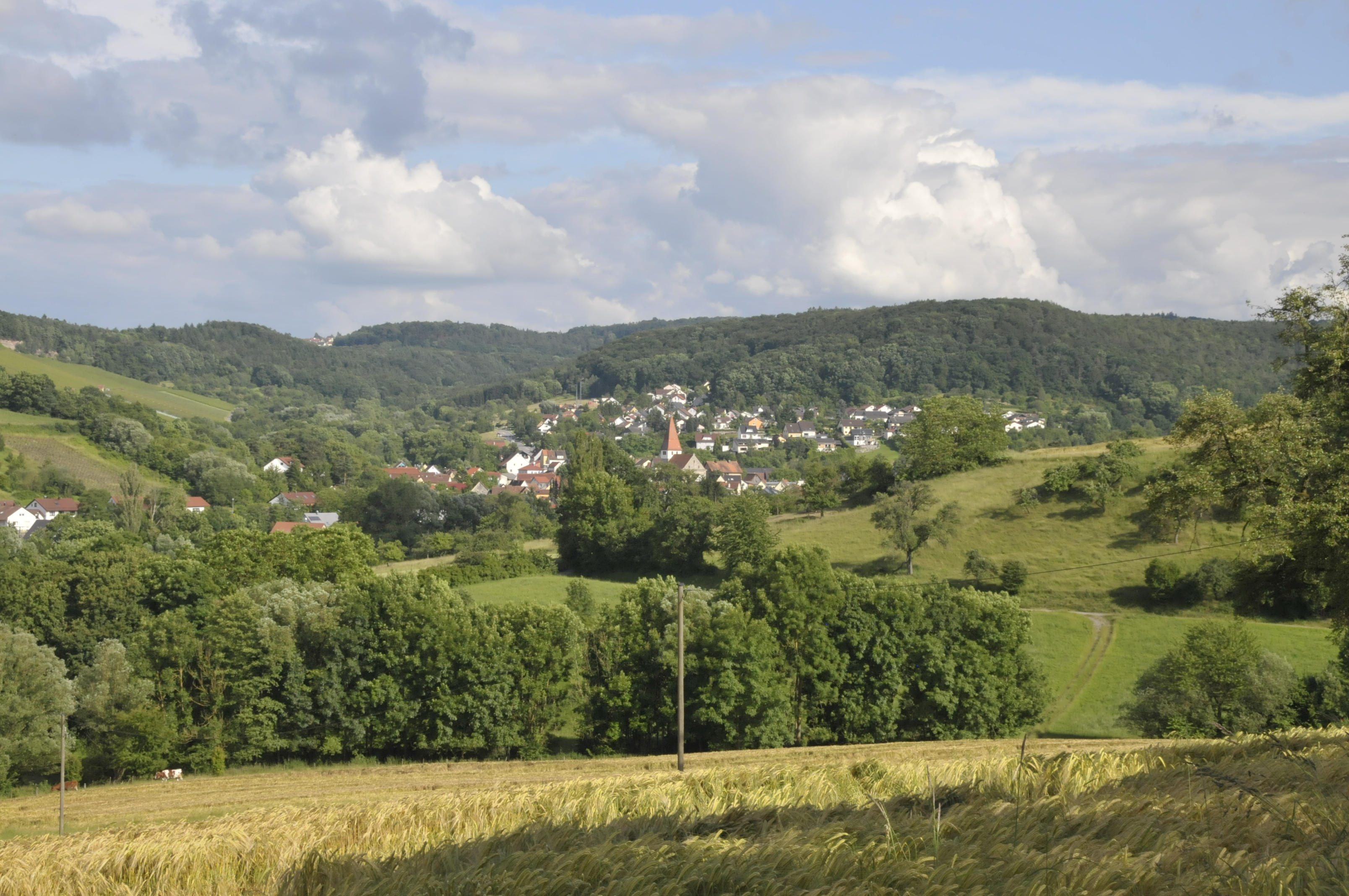
Sicht auf Unterheimbach
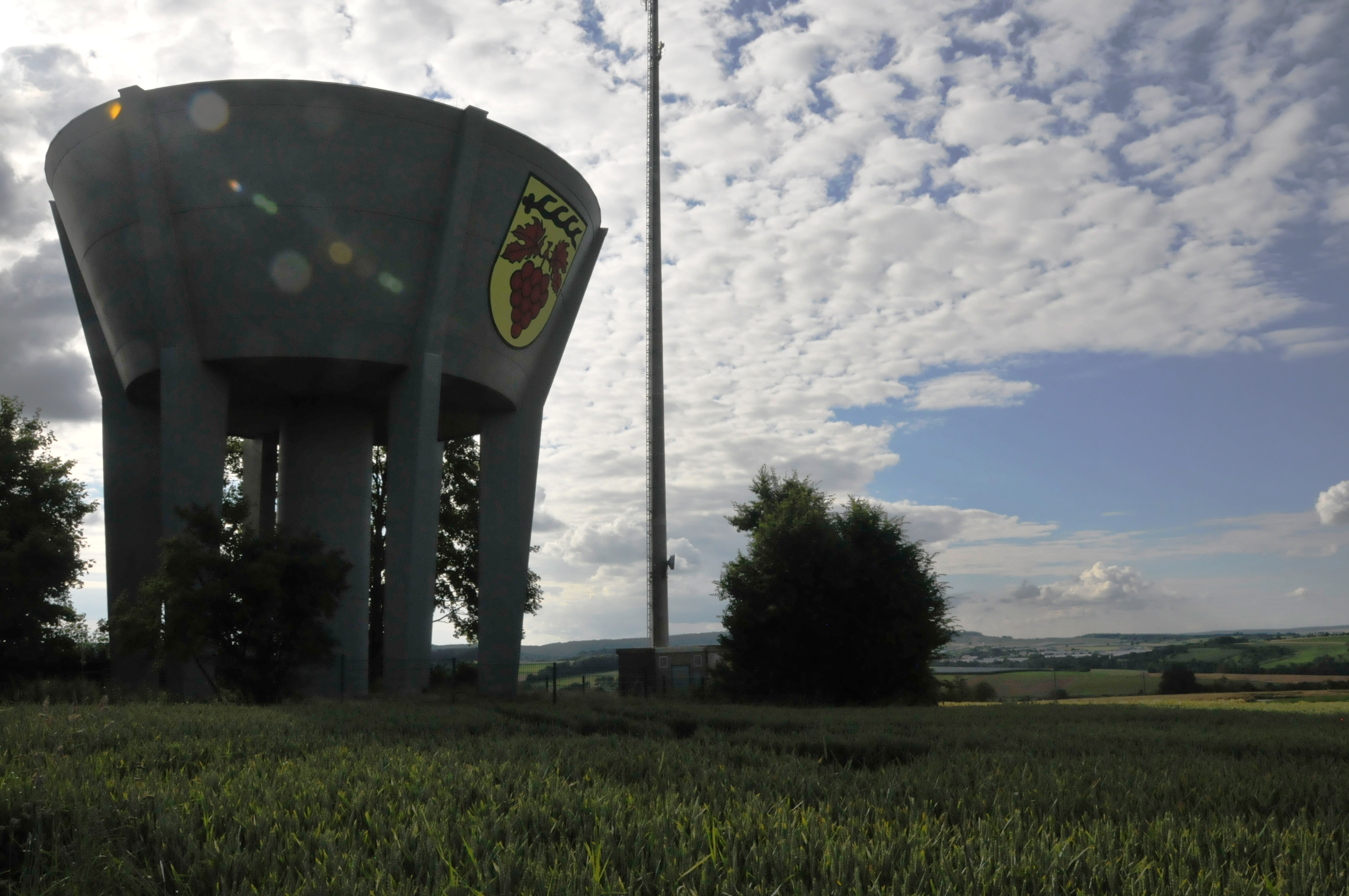
Wasserturm im Dämmerlicht

### Flächenaufteilung
Nach Daten des Statistischen Landesamtes, Stand: 2014.

## Geschichte
Bretzfeld wurde als Bretesfeld erstmals 1037 urkundlich genannt. Während der Zeit der Stammesherzogtümer lag der Ort im Herzogtum Franken. Der Ort unterstand bis 1423 zur Hälfte dem Stift Öhringen und zur Hälfte den Herren von Weinsberg, die die Hochgerichtsbarkeit ausübten. Weiteren Besitz am Ort hatten das Kloster Lichtenstern sowie verschiedene Niederadelige, ab dem 15. Jahrhundert auch zunehmend das Haus Hohenlohe. 1423 kam Bretzfeld mit anderen vormals weinsbergischen Orten an die Kurpfalz. Nach dem bayerisch-pfälzischen Erbfolgekrieg kam Bretzfeld 1504 an Württemberg und wurde in das Oberamt Weinsberg eingegliedert.
Bereits seit 1357 ist der Weinbau im Ort nachgewiesen, außerdem spielten Ackerbau, Obstbau und Viehzucht eine bedeutende Rolle. Bretzfelder Bauern unter Führung des Schultheißen Hans Koberer waren 1525 im Bauernkrieg bei der Weinsberger Bluttat beteiligt. Im 17. und 18. Jahrhundert hatte Bretzfeld etwa konstant um die 330 Einwohner. Die Einwohnerzahl erhöhte sich erst um die Wende zum 19. Jahrhundert und stieg dann im Zeitraum 1837 bis 1939 von 433 auf 542 Personen an.
Bedingt durch die Umwälzungen im Zuge der Napoleonischen Kriege zu Beginn des 19. Jahrhunderts fielen alle heutigen Teilorte der Gemeinde Bretzfeld an das Königreich Württemberg.
Mit der Auflösung des Oberamts Weinsberg kam Bretzfeld 1926 an das Oberamt Öhringen (ab 1938: Landkreis Öhringen). Die Stuttgarter Gestapo ermordete am 11. November 1942 den polnischen Kriegsgefangenen und Zwangsarbeiter Czesław Trzciński auf Rappacher Gemarkung. Nach dem Zweiten Weltkrieg wurde der Ort Teil der Amerikanischen Besatzungszone und gehörte somit zum 1945 neu gegründeten Land Württemberg-Baden, das 1952 im jetzigen Bundesland Baden-Württemberg aufging. In den Nachkriegsjahren bildeten Heimatvertriebene vorwiegend aus Ungarn und der Tschechoslowakei knapp 19 Prozent der etwa 750 Personen zählenden Einwohnerschaft. Während viele der Vertriebenen wieder abwanderten und die Einwohnerzahl dadurch bis 1956 wieder um über 100 Personen abnahm, wuchs der Einwohnerstand danach durch den Zuzug von Pendlern wieder an.
Die Kreisreform 1973 brachte für Bretzfeld die Zugehörigkeit zum Hohenlohekreis. Im Zuge der damit einhergehenden Gemeindereform wurde am 1. Februar 1972 zunächst Rappach eingemeindet, wohl gab es aber auch schon Pläne für eine das ganze Brettachtal umfassende Einheitsgemeinde. Zunächst erwogen ab 1973 die heutigen Ortsteile Adolzfurt, Geddelsbach, Scheppach und Unterheimbach die Bildung einer Großgemeinde Weinfurt, doch wurden diese am 1. Januar 1975 mit fünf weiteren benachbarten Gemeinden zur neuen Gemeinde Bretzfeld vereinigt. Am 1. Januar 1977 kam noch Brettach hinzu, das zuvor zur Gemeinde Wüstenrot gehörte. Der Einwohnerstand der Gesamtgemeinde hat sich von rund 8.300 Personen im Jahr 1981 erhöht und liegt seit 2002 über 12.000. Aktuell (31. Dezember 2018) hat die Gemeinde 12.826 Einwohner.

## Religionen

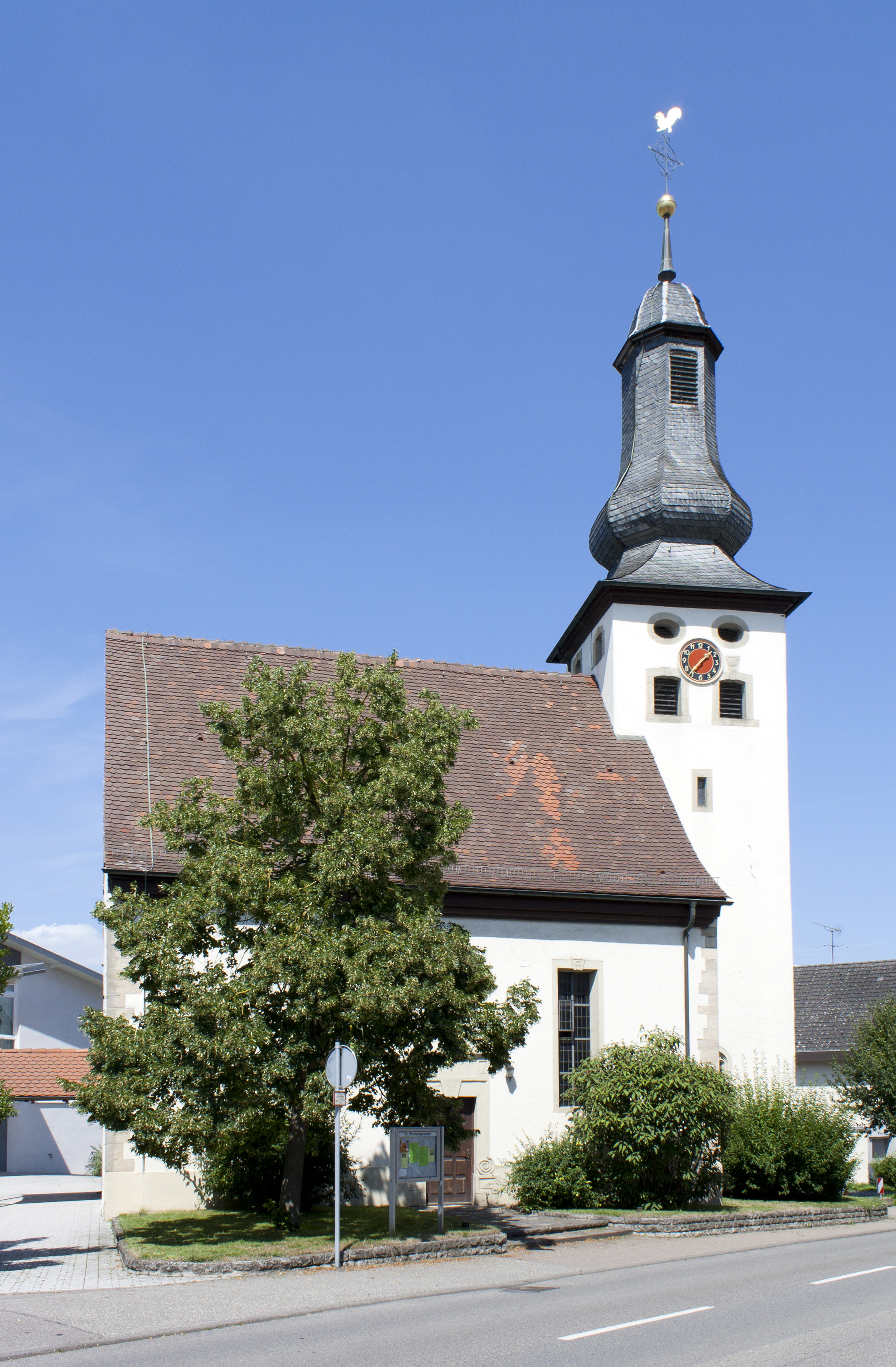
Evangelische Kirche in Bretzfeld

1534 wurde in Bretzfeld, das historisch eine Filialkirche von Bitzfeld war, die Reformation eingeführt. Die Einwohnerschaft blieb danach bis zum Zweiten Weltkrieg fast rein protestantisch. Der Anteil der Katholiken, der 1939 5,5 % betragen hatte, stieg erst durch den Zuzug der zumeist katholischen Vertriebenen aus Ungarn und der Tschechoslowakei auf 18 % im Jahr 1950 an. Der Anteil der Protestanten und Katholiken an der Gesamtbevölkerung sinkt. Gemäß dem Zensus 2022 waren 14,4 % der Einwohner katholisch, 45,3 % evangelisch, und 40,2 % waren konfessionslos, gehörten einer anderen Glaubensgemeinschaft an oder machten keine Angabe.
Heute gibt es eine evangelische und eine römisch-katholische Gemeinde St. Stephanus in Bretzfeld.
Außerdem bestehen eine Evangelische Täufergemeinde, die Freie Christengemeinde Philadelphia sowie das dem Mülheimer Verband (Pfingstler) zugehörige Christliche Gemeindezentrum Schwabbach.
Es gibt auch zwei neuapostolische Kirchengemeinden mit Kirchenzentren in Bitzfeld und Waldbach. Die Zeugen Jehovas gehören organisatorisch zu Öhringen.

## Politik

### Gemeinderat

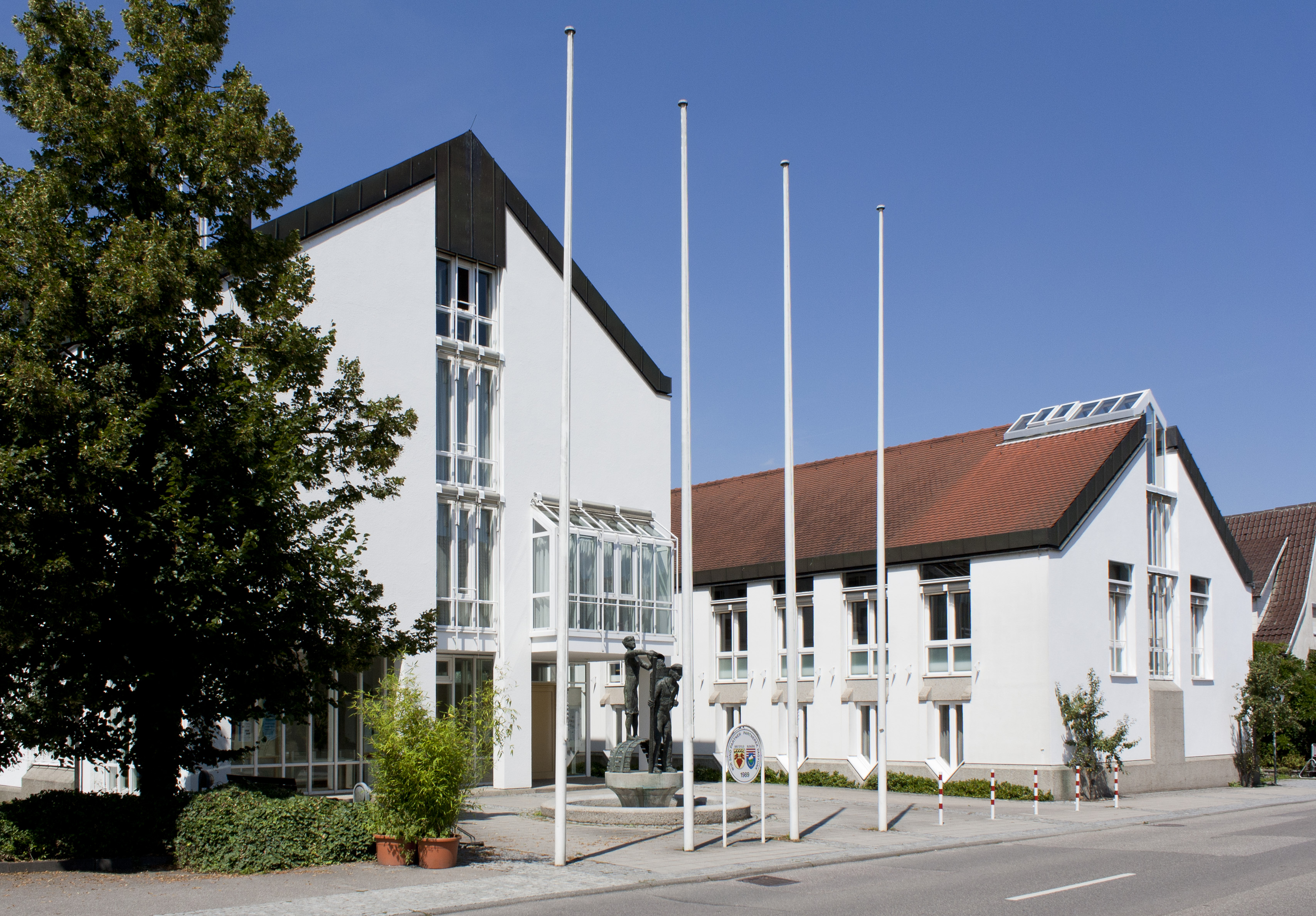
Das Rathaus in Bretzfeld

Der Gemeinderat besteht aus den gewählten ehrenamtlichen Gemeinderäten und dem Bürgermeister als Vorsitzendem. Der Bürgermeister ist im Gemeinderat stimmberechtigt.
In Bretzfeld wird der Gemeinderat nach dem Verfahren der unechten Teilortswahl gewählt. Dabei kann sich die Zahl der Gemeinderäte durch Überhangmandate verändern. Der Gemeinderat in Bretzfeld hat nach der letzten Wahl 22 Mitglieder (2019: 22, 2014: 26, 2009: 25).
Die Kommunalwahl vom 9. Juni 2024 führte zu folgendem Ergebnis (mit Vergleich zu den Wahlen 2009, 2014 und 2019):
| Partei / Liste  | Stimmenanteil | Sitze  |                  | Ergebnis 2019    | Ergebnis 2014    | Ergebnis 2009 |
| FWV             | 40,8 %        | 9      | 57,3 %, 13 Sitze | 48,2 %, 13 Sitze | 46,4 %, 12 Sitze |               |
| CDU             | 33,4 %        | 8      | 33,8 %, 07 Sitze | 31,1 %, 08 Sitze | 33,3 %, 08 Sitze |               |
| SPD*            | 11,0 %        | 2      | 08,9 %, 02 Sitze | 20,7 %, 05 Sitze | 19,9 %, 05 Sitze |               |
| AfD             | 14,9 %        | 3      | –                | –                | –                |               |
| Wahlbeteiligung | 64,7 %        | 64,7 % |                  | 59,9 %           | 46,7 %           |               |

* 2014: SPD/Unabhängige

### Bürgermeister
Bürgermeister ist seit dem 16. Mai 2015 Martin Piott (parteilos), der zuvor Bürgermeister von Fichtenau im Landkreis Schwäbisch Hall war. Er wurde am 8. März 2015 mit 67,1 Prozent der Stimmen gewählt. Bei der Bürgermeisterwahl am 12. März 2023 wurde er mit 91,2 Prozent der Stimmen für eine zweite Amtszeit wiedergewählt. Piotts Vorgänger Thomas Föhl amtierte von 1991 bis 2015.

### Wappen und Flagge
Die Blasonierung des Bretzfelder Wappens lautet: In Gold unter einer liegenden schwarzen Hirschstange eine rote Weintraube, von deren Stiel beiderseits je ein rotes Rebblatt ausgeht. Die Flagge der Gemeinde ist Rot-Gelb.
Das Wappen der neuen Gemeinde Bretzfeld greift mit der Weintraube als Symbol für den Weinbau und der Hirschstange als Sinnbild der Zugehörigkeit zu Württemberg die Gemeinsamkeiten fast aller Ortsteile auf. Wappen und Flagge wurden der Gemeinde am 17. Februar 1976 vom Landratsamt des Hohenlohekreises verliehen.
Im Rahmen einer Modernisierung der öffentlichen Auftritte wurde ein Logo entworfen, welches die Werte der Gemeinde – Lebensqualität, Zukunftsorientierung und Bürgernähe – einer breiten Öffentlichkeit näher bringen soll.

### Gemeindepartnerschaften
Seit 1989 besteht eine Partnerschaft mit Budaörs, Ungarn. Mit der Gemeinde Pretzfeld im Landkreis Forchheim (Bayern) besteht eine Gemeindefreundschaft.

## Kultur und Sehenswürdigkeiten

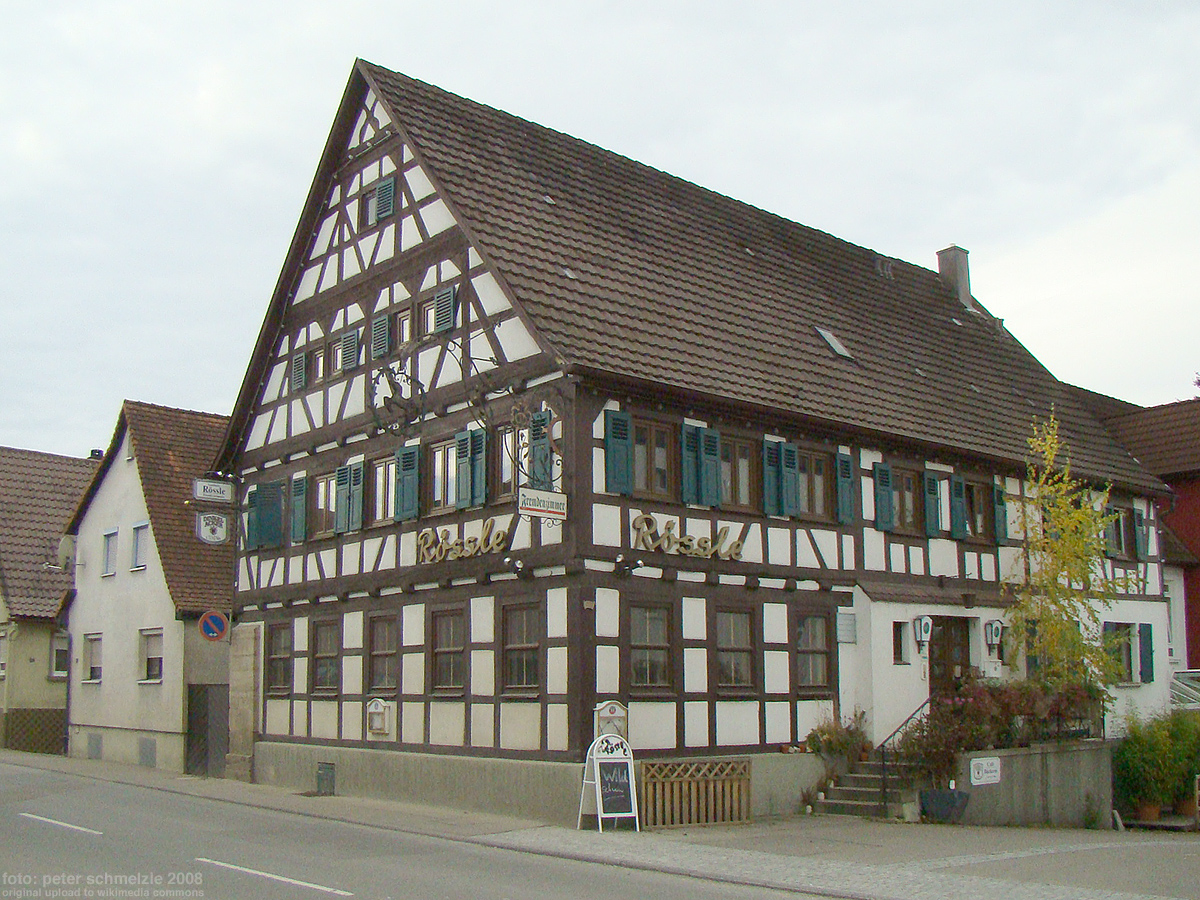
Historisches Gasthaus Rößle

### Bauwerke

#### Evangelische Kirchen
- Marienkirche Adolzfurt:[18] Im Mittelalter war Adolzfurt kirchliche Filiale von Unterheimbach. Eine dem Kloster Lichtenstern gehörige Kapelle zu Unserer Lieben Frau in Adolzfurt kam 1563 an Hohenlohe-Langenburg. 1613 wurde in Adolzfurt eine eigene Pfarrei eingerichtet. Nach Plänen des Baumeisters Heinrich Schickhardt und unter Bauleitung des Burgvogts von Neuenstein, Georg Kern[19], wurde die Marienkirche 1618–1621 zur Querkirche umgebaut und nach Süden erweitert mit Dreiseiten-Empore, Herrengestühl entlang der 5/8-Chorwand und Patronatsempore gegenüber der Kanzel. Der frei stehende Altar mit seinem hölzernen Aufsatz (Kruzifix, Maria und Johannes; eine Sägearbeit mit plastischer Wirkung) stammt von 1684. Die Kirche wurde 1945 teilweise zerstört und konnte bis 1953 wieder aufgebaut werden. Der Künstler Wolf-Dieter Kohler schuf 1967 drei Chorfenster (in den Maßwerken von links nach rechts: Schöpferhand, Opfersymbol Pelikan, himmlisches Jerusalem. In den Motivfenstern links: Verkündigung an Maria, Geburt, Darstellung Jesu im Tempel; Mitte: Abendmahl, Gethsemane, Kreuzigung; rechts: Auferstehung, Emmaus, Begegnung des Auferstandenen mit Jüngern und Thomas).
- Die Laurentiuskirche Bitzfeld[20] wurde bereits bei der Ersterwähnung des Ortes 1255 genannt. Das spätromanische Sockelgeschoss des Turms stammt noch aus dem Mittelalter und enthält heute die Sakristei, während der nach Osten ausgerichtete gotische Chorraum mit Kreuzrippengewölbe im 15. Jahrhundert und das im Renaissance-Stil erweiterte Kirchenschiff als Querkirche mit der Kanzel an der südlichen Längsseite und entsprechender Ausrichtung des Gestühls sowie der Turmaufbau 1624 durch Friedrich Vischlin, den herzoglichen Kirchenbaumeister aus Stuttgart, erbaut wurden. Der Taufstein stammt von 1727. Landbaumeister Johann Adam Groß der Ältere erhöhte 1747 das Schiff, damit Umlaufemporen, teils doppelstöckig, eingebaut werden konnten. Die Empore mit dem „Amts- oder Herrenstuhl“ wurde von der Südseite her mit einer inzwischen entfernten Außentreppe erschlossen. Über dem Chorbogen wurde die Orgelempore erbaut. Im Stil des ländlichen Barock malte Johannes Stiegler aus Prag 1750 den Kirchenraum aus: die Kanzel, die Emporenbrüstungen mit Themenbildern des Alten und Neuen Testaments, die Hohlkehlen und die Deckenmalerei im Stil des französischen Bandwerks. Diese Ausgestaltung wurde 1860 übertüncht und 1956 bei der Totalrenovierung und Restaurierung unter Architekt Heinz Klatte wieder frei gelegt. Die Spätrenaissance-Kanzel von 1624 wurde bei der Renovierung 1956 von der Südwand-Mitte an die heutige Stelle (direkt südlich an die Ostempore) versetzt, Kanzelfuß und Aufgang dabei entfernt.[21]
- Die Johanneskirche Bretzfeld[22] geht auf ein 1357 erstmals erwähntes, gotisches Bauwerk zurück, das 1723 unter Beibehaltung des älteren Turmsockels neu erbaut wurde. Der von einem Kreuzgewölbe überspannte Chor der einschiffigen Kirche befindet sich im Erdgeschoss des Ostturmes. In den 1960er Jahren konnten Fresken aus der Mitte des 13. Jahrhunderts freigelegt werden. Erhalten ist ein doppelsitziger Kirchenstuhl von 1588 und Apostelgemälde an der Emporenbrüstung.[21] Das Passionsfenster im Chor schuf 1960 der Stuttgarter Glasmaler Adolf Valentin Saile.
- Die Kirche Rappach[22] bildet auf einem Bergsporn die historische Dorfmitte. Die weithin sichtbare Kirche stammt ihrer ältesten Bausubstanz nach aus der Stauferzeit: an den Außenecken des Kirchenschiffs ein Kopf mit Adlerflügeln, ein Löwe und zwei Fratzen als Traufkonsolen, der Turmsockel aus zeittypischen Buckelquadern und innen ein breiter, quadratischer Turmchor mit einem romanischen Fenster. Kurz vor 1500 wurde die Wehrkirche in ummauertem Friedhof Unserer lieben Frau, dem heiligen Jakobus und Johannes geweiht (1499 gehörte Rappach zur Pfarrei Waldbach, mit der es 1534 durch den Landesherrn Württemberg reformiert wurde). Im 17. Jahrhundert wird der Bau durch eine Sakristei, den Chorbogen, die Chorempore und das Westportal ergänzt und der Turm um ein Fachwerkgeschoss erhöht und mit einem Pyramidendach versehen. Im Chor befindet sich ein Wandtabernakel mit gotischem Schloss; die Altarmensa ist noch mittelalterlich. Die Innenrenovierung von 1966/67 hat gut erhaltene Fresken (Passions- und Ostergeschichte in 16 Feldern) aus dem 14. Jahrhundert und eine spätere Christophorusdarstellung freigelegt. Aus den 1960er Jahren stammt die Farbverglasung eines kleinen Fensters mit einem Pfingstmotiv. Die Flachdecken im Chor und Schiff sind ebenfalls modern.[21] Die Kirche war wohl jeher Filialkirche der Kilianskirche in Waldbach. Heute gehört sie zur evangelischen Gesamtkirchengemeinde Bretzfeld-Rappach.
- Die Sebastianskirche Schwabbach[23] geht auf eine bereits im 14. Jahrhundert bestehende Kapelle zurück, die mehrfach umgebaut und renoviert wurde. Der Sockel des Turms ist der älteste Teil des Gebäudes. Ihre heutige Gestalt erhielt die Kirche im Wesentlichen durch die Erweiterung des Schiffs nach Süden im Jahre 1655, den Umbau 1804 und die Turm-Aufstockung 1850. Das Innere wurde 1891 vom bekannten Architekten Heinrich Dolmetsch renoviert, dabei wurde insbesondere das Kirchenschiff von dem Stuttgarter Kirchenmaler Theodor Bauerle neugotisch ausgemalt und am Chorbogen mit einem Christusmedaillon versehen, einer galvanoplastischen Skulptur der Firma WMF (Geislingen/Steige). Die neugotische Raumfassung wurde bei der gründlichen Innen- und Außenrenovierung 1955 entfernt, zuletzt wurde die Kirche 2010/11 innen und außen behutsam renoviert.[21]
- Die Kirche St. Georg und Nikolaus Unterheimbach[24] war zunächst eine gotische Chorturmkirche, deren Schiff im Jahr 1621 und bereits wieder 1757 einem Neubau Platz machen musste. Diese letzte Fassung hat bis heute Bestand: ein geschlossener Turmchor, genutzt als Sakristei, und die so genannte Markgräfler Wand, eine Kombination aus Kanzelaltar und Orgelempore als östlicher Abschluss des Kirchenraumes, dazu eine dreiseitige Empore mit Barock-Brüstungsgemälden. Die Orgel des 19. Jahrhunderts thront nicht mehr über der Kanzel, sondern steht auf der Westempore. Das Deckengemälde Himmelfahrt von 1952 in barockem Stuckrahmen im Kirchenschiff stammt von Professor Rudolf Yelin d. J.[25][21]
- Die Kilianskirche Waldbach[26] wurde nach Vorgängerkirchen in Holz und Stein bereits 1264 als Kirche des Dekanats Weinsberg genannt. Sie war Mutterkirche für die Orte Dimbach, Rappach, Scheppach, Schwabbach und Siebeneich. Der Chor der heutigen Kilianskirche ist gotisch, das Schiff wurde 1616/18 als Querkirche neu erbaut. 1748 wurde es erhöht. „Die Kilianskirche ist ein faszinierendes Beispiel für ein lebendiges Gebäude, das durch die jeweiligen Kunst- und Frömmigkeitsepochen geprägt wurde“[21] und Gestaltungen aus Frühgotik (Turmchor), Gotik (Sakramentshäuschen, früherer Hochaltar), Renaissance (Kirchenschiff-Architektur, Bildtafeln, Ornamente), Barock (Schiff-Erhöhung, zweite Empore, Stuckdecke mit Gemälde) enthält, „...ein beeindruckendes Zeugnis, wie Menschen je in ihrer Zeit den Kirchenraum geschätzt haben und ihn ihrer Glaubensüberzeugung gemäß gestaltet haben“.[21]

Im Ort befinden sich die historischen Gasthäuser Rößle und Linde aus dem 18. Jahrhundert. Das Gebäude des Alten Rathauses war vor 1850 ebenfalls Gaststätte. Hinter der Kirche befindet sich eine historische Mühle, im Ort sind außerdem einige altfränkische Hofanlagen sowie am Lindelberg eine alte Kelter von 1794 erhalten.
Auch wurde das ehemalige denkmalgeschützte Bahnhofsgebäude zu einem Restaurant mit Hotelzimmern umgebaut.

### Museen
In Bretzfeld gibt es seit 1996 das Budaörser Heimatmuseum Bretzfeld, in dem Heimatvertriebene aus dem Ort in Ungarn (ein Vorort der Hauptstadt Budapest) an ihre frühere Heimat erinnern.

### Landart Bretzfeld
Zwischen der Bürgerwiese in Bretzfeld, der ehemaligen Pulvermühle in Adolzfurt und der Talaue in Richtung Geddelsbach wurde das Kunstprojekt Landart Bretzfeld 2012 installiert.

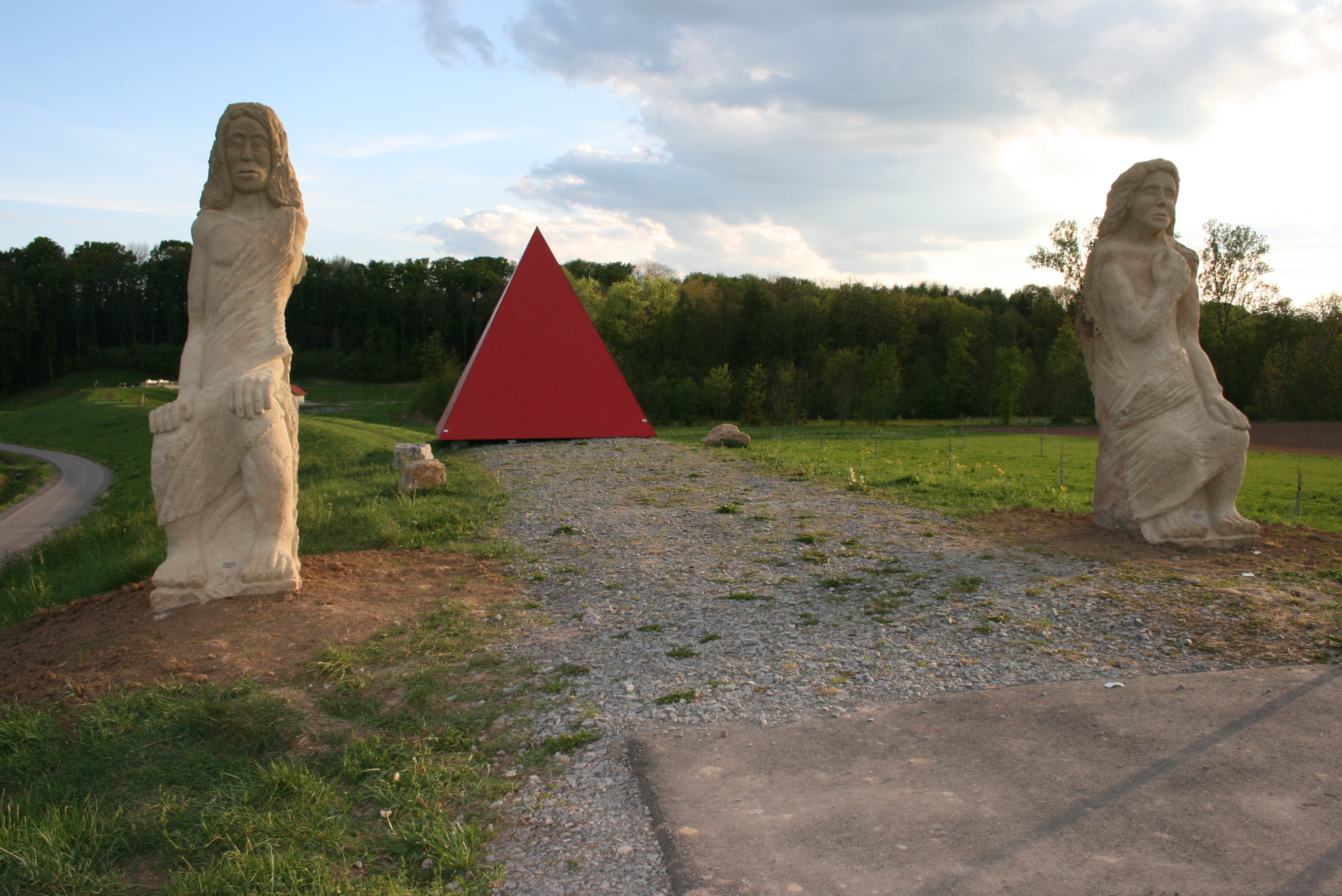
Ägyptische Pyramide, karminrot, von Hans A. Graef und die Zwei Riesen von Wolfgang Steck
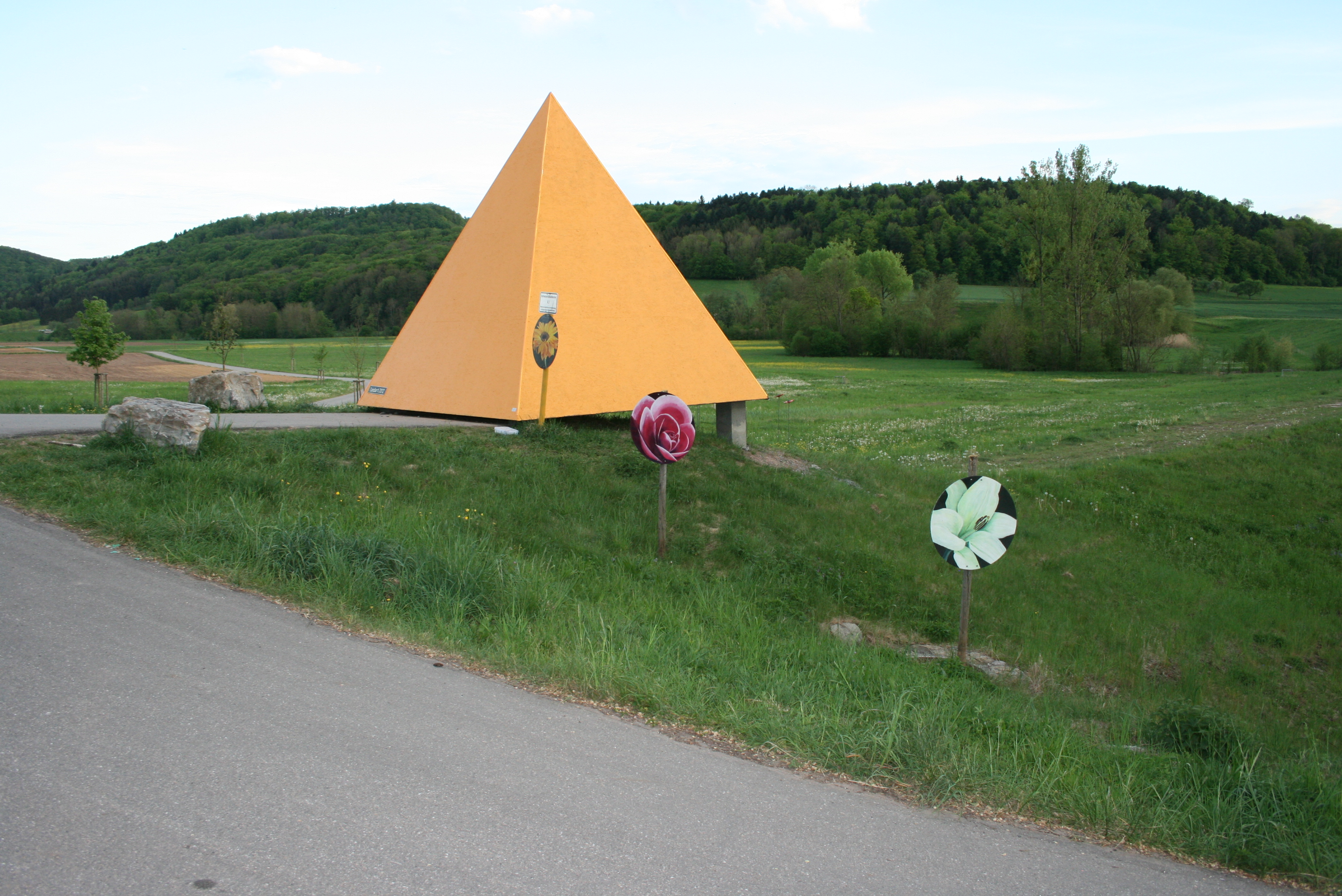
Ägyptische Pyramide, sonnengelb, von Hans A. Graef
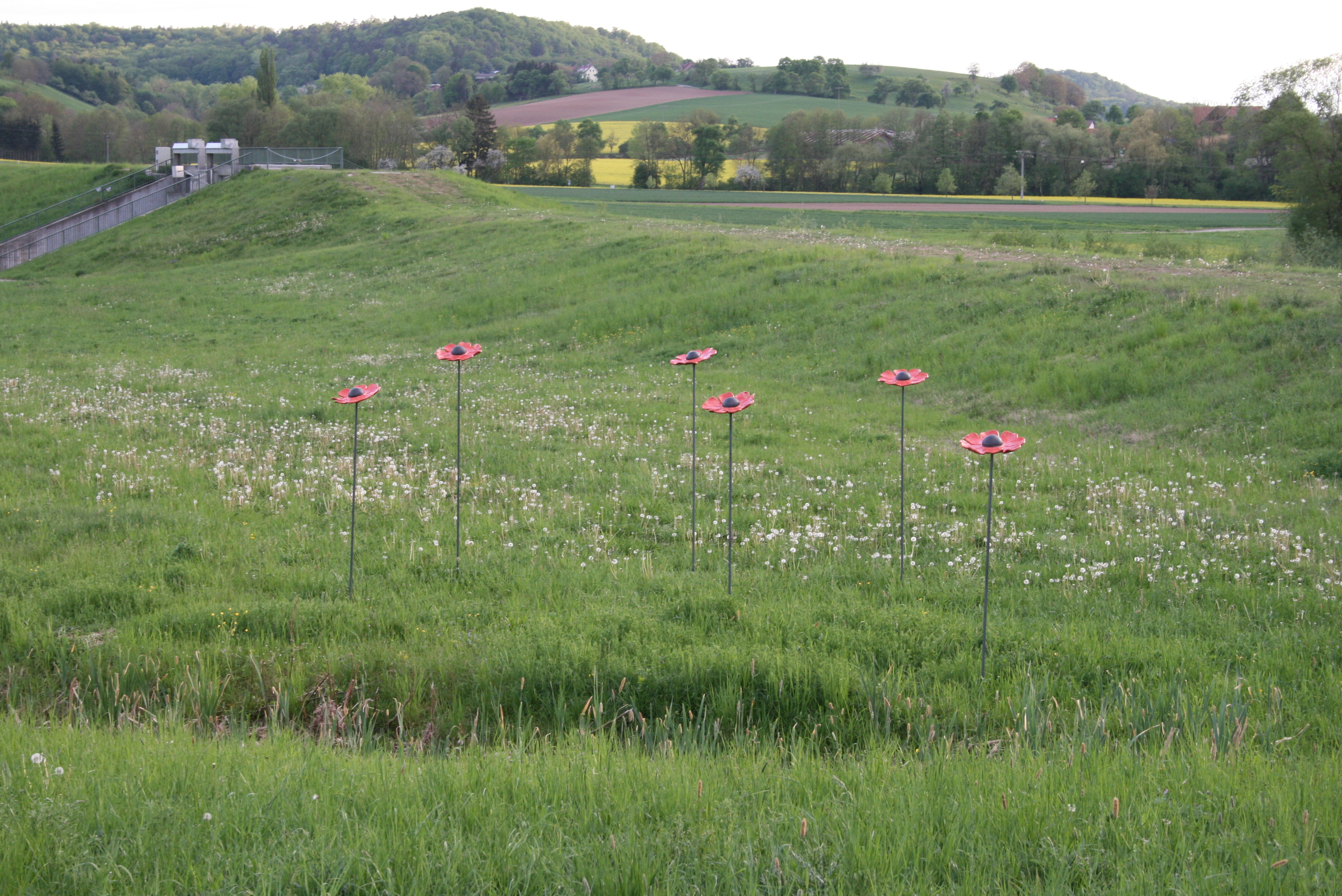
Blumenwiese von Elfriede Schwaderer

## Wirtschaft und Infrastruktur
Am 30. Juni 2013 waren in Bretzfeld 2154 Einwohner innerhalb der Gemeindegrenzen beschäftigt, 4314 pendeln hierzu in andere Gemeinden während 1341 Beschäftigte ihren Wohnort außerhalb haben. Es besteht also ein Auspendlerüberschuss.

### Weinbau
Bretzfeld ist ein Weinbauort im Anbaugebiet Württemberg. Seine Lagen gehören zur Großlage Lindelberg im Bereich Württembergisch Unterland, ausgenommen die im Ortsteil Brettach befindliche Lage Berg, die zur Großlage Staufenberg gehört.

### Verkehr

#### Straße
Bretzfeld ist durch die Bundesautobahn 6 (Saarbrücken–Waidhaus) an das überregionale Straßennetz angebunden. Die Ausfahrt 39 befindet sich beim Ortsteil Schwabbach.

#### Schiene
An das Schienennetz ist der Ort durch die Bahnstrecke Crailsheim–Heilbronn angebunden. Seit Dezember 2005 wird sie zwischen Heilbronn und Öhringen als Stadtbahn nach dem Karlsruher Modell betrieben. Im Gebiet der Gemeinde hält die S4 auf dem Weg von Karlsruhe über Heilbronn nach Öhringen an den Haltepunkten Scheppach, Bretzfeld und Bitzfeld. Der Haltepunkt Bretzfeld ist auch Knotenpunkt der regionalen Buslinien.
Tariflich ist Bretzfeld in den Heilbronner-Hohenloher-Haller Nahverkehrsverbund einbezogen.

#### Radverkehr
Durch eine Alltagsroute aus dem Radnetz Baden-Württemberg ist Bretzfeld über den Ortsteil Scheppach und über Obersulm und Weinsberg mit Heilbronn und in der anderen Richtung über den Ortsteil Bitzfeld mit Öhringen verbunden.
Zudem verläuft als touristischer Landes-Radfernweg der Württemberger Weinradweg durch Bretzfeld. Er führt von Rottenburg am Neckar nach Niederstetten.

### Gewerbegebiet Schwabbach
Unmittelbar an der A6-Autobahnausfahrt Bretzfeld befinden sich zwei Gewerbegebiete. Diese haben sich in den letzten Jahrzehnten durch die verkehrsgünstige Lage sehr gut entwickelt.

### Bildungseinrichtungen
Im Bildungszentrum Bretzfeld (BZB) ist die Grund-, Haupt- und Realschule Bretzfeld zusammengefasst. Daneben bestehen noch reine Grundschulen in den Ortsteilen Bitzfeld, Scheppach und Unterheimbach.
In diesem BZB-Gebäude befindet sich auch die Gemeindebücherei, welche mehrmals pro Woche geöffnet ist. Ebenfalls ein Lehrschwimmbecken, welches auch von der Bevölkerung mehrmals pro Woche kostenlos benutzt werden kann.
Die Jugend- und Erwachsenenbildung Bretzfeld (JEB) bietet, den Volkshochschulen vergleichbar, ein umfangreiches Kursprogramm an.

### Feuerwehr Bretzfeld
Die Freiwillige Feuerwehr Bretzfeld besteht aus 9 Abteilungen (Bretzfeld, Bitzfeld, Brettach/Geddelsbach, Unterheimbach, Waldbach, Dimbach, Schwabbach) sowie der Abteilung Jugendfeuerwehr und einer Alters- und Ehrenabteilung und hat einen Mitgliederbestand von zusammen 250 Personen. Mit insgesamt 16 Fahrzeugen bilden sich ein Rüstzug sowie drei Löschzüge.

## Söhne und Töchter der Gemeinde
- Wilhelm Lang (1852–1912), geboren in Schwabbach, württembergischer Oberamtmann
- Tina Vogelmann (* 1985), aufgewachsen in Adolzfurt, deutsche Poolbillardspielerin